# NGC 7584
NGC 7584 (również PGC 70977) – galaktyka soczewkowata (S0), znajdująca się w gwiazdozbiorze Pegaza. Odkrył ją Albert Marth 5 października 1864 roku.